# Surniinae
Surniinae Bonaparte, 1838 è una sottofamiglia di uccelli della famiglia degli Strigidi.

## Tassonomia
Comprende i seguenti generi e specie:
- Aegolius Kaup, 1829
  - Aegolius funereus (Linnaeus, 1758) - civetta capogrosso
  - Aegolius acadicus (Gmelin, JF, 1788) - civetta acadica
  - Aegolius ridgwayi (Alfaro, 1905) - civetta di Ridgway
  - Aegolius harrisii (Cassin, 1849) - civetta di Harris
  - Aegolius gradyi Olson, 2012 - civetta delle Bermude †
- Athene Boie, 1822
  - Athene noctua (Scopoli, 1769) - civetta comune
  - Athene brama (Temminck, 1821) - civetta maculata
  - Athene cunicularia (Molina, 1782) - civetta delle tane
- Glaucidium Boie, 1826
  - Glaucidium passerinum (Linnaeus, 1758) - civetta nana
  - Glaucidium brodiei (Burton, 1836) - civetta nana del collare
  - Glaucidium perlatum (Vieillot, 1817) - civetta nana perlata
  - Glaucidium californicum P.L.Sclater, 1857 - civetta nana della California
  - Glaucidium gnoma Wagler, 1832 - civetta nana del Nordamerica
  - Glaucidium hoskinsii Brewster, 1888 -
  - Glaucidium cobanense Sharpe, 1875 - civetta nana del Guatemala
  - Glaucidium costaricanum L.Kelso, 1937 - civetta nana della Costa Rica
  - Glaucidium jardinii (Bonaparte, 1855) - civetta nana delle Ande
  - Glaucidium nubicola Robbins & Stiles, 1999 - civetta nana delle foreste nebbiose
  - Glaucidium bolivianum König, C, 1991 - civetta nana della giungla
  - Glaucidium palmarum Nelson, 1901 - civetta nana di Colima
  - Glaucidium sanchezi Lowery & Newman, RJ, 1949 - civetta nana di Tamaulipas
  - Glaucidium mooreorum Silva, Coelho & Gonzaga, 2003 - civetta nana pernambucana
  - Glaucidium griseiceps Sharpe, 1875 - civetta nana a testa grigia
  - Glaucidium parkeri Robbins & Howell, SNG, 1995 - civetta nana di Parker
  - Glaucidium hardyi Vielliard, 1989 - civetta nana d'Amazzonia
  - Glaucidium minutissimum (Wied-Neuwied, 1830) - civetta pigmea
  - Glaucidium brasilianum (J.F.Gmelin, 1788) - civetta nana rossiccia
  - Glaucidium peruanum C.König, 1991 - civetta nana del Perù
  - Glaucidium nana (King, 1827) - civetta nana australe
  - Glaucidium siju (d'Orbigny, 1839) - civetta nana di Cuba
  - Glaucidium tephronotum Sharpe, 1875 - civetta nana a petto rossiccio
  - Glaucidium sjostedti Reichenow, 1893 - civetta nana a dorso castano.
  - Glaucidium cuculoides (Vigors, 1830) - civetta nana cuculo
  - Glaucidium castanopterum (Horsfield, 1821) - civetta nana ali castane
  - Glaucidium radiatum (Tickell, 1833) - civetta nana della giungla
  - Glaucidium castanonotum (Blyth, 1850) - civetta nana di Sri Lanka
  - Glaucidium capense (A.Smith, 1834) - civetta nana del Capo
  - Glaucidium albertinum Prigogine, 1983 - civetta nana di Prigogine
- Micrathene Coues, 1866
  - Micrathene whitneyi (J.G.Cooper, 1861) - elfo dei cactus
- Surnia Duméril, 1806
  - Surnia ulula (Linnaeus, 1758) - ulula
- Xenoglaux O'Neill & Graves, 1977
  - Xenoglaux loweryi O'Neill & G.R.Graves, 1977 - civetta di Lowery
- Heteroglaux Hume, 1873
  - Heteroglaux blewitti Hume, 1873 - civetta di Blewitt